# Cubavisión
Cubavision, în spaniolă Cubavisión este un post de televiziune cubanez care emite 24 de ore în fiecare zi.  Varianta internațională a acestui post este Cubavisión International.

## Istorie
Originile acestui post datează din anul 1950, în ziua de 10 decembrie, cu începerea activității postului de televiziune CMQ-TV, canalul 6 al Cubei.
Transmisiile în mod regulat a acestui post comercial au început din data de 21 martie 1951.
După Revoluția cubaneză, postul CMQ-TV dar și alte mijloace de comunicare din stat, au ajuns la controlul guvernului. 
La 27 februarie 1961, Guvernul cubanez și-a asumat finanțarea posturilor de televiziune cubaneze după ce publicitatea comercială în posturile TV din Cuba au dispărut.
În anul 1967, iau naștere primele Telecentre, care erau centre regionale de televiziune în Cuba. A fost introdusă, tot în același an, folosirea casetelor video în Cuba.
În anul 1975, postul Cubavisión a început să difuzeze primele emisiuni color. Câțiva ani mai târziu, începe dezvoltarea transmisiilor prin satelit.
Varianta internațională a acestui post, Cubavisión International, a început să emită începând cu anul 1986.